# Моренго
Моренго (итал. Morengo) је насеље у Италији у округу Бергамо, региону Ломбардија.
Према процени из 2011. у насељу је живело 2491 становника. Насеље се налази на надморској висини од 125 м.

## Становништво
Према резултатима пописа становништва 2011. у општини је живело 2.581 становника.
| 1931. | 1936. | 1951. | 1961. | 1971. | 1981. | 1991. | 2001. | 2011. |
| ----- | ----- | ----- | ----- | ----- | ----- | ----- | ----- | ----- |
| 1.332 | 1.387 | 1.545 | 1.574 | 1.607 | 1.663 | 1.869 | 2.248 | 2.581 |